# RX-04-DS
RX-04-DS – kruszący materiał wybuchowy, mieszanina 80% oktogenu, 10% aluminium i 10% Vitonu A. Przy gęstości 1,92 kg/dm³ posiada prędkość detonacji równą 8520 m/s.